# Модёрош
Модёрош (укр. Модьорош) — село в Вышковской поселковой общине Хустского района Закарпатской области Украины.
Почтовый индекс — 90457. Телефонный код — 3142. Код КОАТУУ — 2125355301.

## Население
Население по переписи 2001 года составляло 374 человека.

### Языковой состав
Родной язык населения по данным переписи 2001 года:
| Язык       | Численность, чел. | Доля     |
| ---------- | ----------------- | -------- |
| Украинский | 364               | 97,33 %  |
| Венгерский | 4                 | 1,07 %   |
| Русский    | 4                 | 1,07 %   |
| Другое     | 2                 | 0,53 %   |
| Итого      | 374               | 100,00 % |